# Acalyptus carpini
Acalyptus carpini is een keversoort uit de familie snuitkevers (Curculionidae). De larven ontwikkelen zich in vrouwelijke wilgenkatjes en verpoppen in de strooisellaag.